# Epfig
Epfig – miejscowość i gmina we Francji, w regionie Grand Est, w departamencie Dolny Ren.
Według danych na rok 1990 gminę zamieszkiwały 1753 osoby, 80 os./km².

## Współpraca
Miejscowość partnerska:
- Welkenraedt, Belgia